# Ginette Mathiot
Ginette Mathiot, född 23 maj 1907, död 14 juni 1998, är en av Frankrikes mest lästa kokboksförfattare.
Hon utgav många titlar och den mest spridda är "Je sais cuisiner" (1932), som har tryckts i nästan osannolikt stora upplagor. På svenska finns endast en titel; "Världen runt i mitt eget kök" (1970).

## Fotnoter
1. 1 2  Babelio, Babelio författar-ID: 15383.[källa från Wikidata]